# Хоаноцита
Хоаноците (ћелије са огрлицом или крагном) су ћелије које граде унутрашњи слој, ендодерм, телесног зида сунђера. У читавом царству животиња имају их само сунђери па се код њих слој ендодерм врло често означава као хоанодерм. Имају цилиндричан облик. Име су добиле због сличности са хоанофлагелатама. Проксимални део ових ћелија окренут је ка спонгоцелу и на њему се налази бич окружен прстеном микровила који личи на крагну (огрлицу). 
Сунђери су сесилне животиње па је и њихова исхрана прилагођена том начину живота. Хране се филтрационим начином тако што се ситне, хранљиве честице (већина их је мања од 400 микрона) из воде која струји кроз њихово тело, задржавају на микровилима хоаноцита. Процесом ендоцитозе се те честице увлаче у хоаноците, а затим из њих прелазе у амебоидне ћелије где се варе. Радом њихових бичева, вода се избацује кроз оскулум у спољашњу средину. 
Положај хоаноцита зависи од типа сунђера:
- код аскон типа оне облажу цео спонгоцел;
- код сикон типа налазе се у радијалним каналима;
- код леукон типа смештене су у коморама.